# Raphael Claus
Raphael Claus (Santa Bárbara d'Oeste, São Paulo, 6 de septiembre de 1979) es un árbitro de fútbol brasileño, internacional desde 2015.

## Biografía
De familia en la que padre y hermano fueron atletas profesionales, su padre Antônio Carlos Claus jugó en el primer equipo profesional del União Barbarense en 1964 al lado del Zé Boquinha (que hoy es comentarista de ESPN) y hermano Niltinho Claus, delantero centro y goleador del XV de Jaú en 1995, participó en el União Barbarense en 1998 y también se destacó en el Cúcuta Deportivo de Colombia.
Raphael Claus fue jugador de fútbol hasta los 20 años de edad. En 2002 , participó en el curso de formación en materia de arbitraje de la Federación Paulista de Fútbol sin tener experiencia previa árbitro en juegos de aficionados.
Fue árbitro en varios partidos de las divisiones menores del fútbol paulista durante 8 años. El primer partido en la división principal del Campeonato Paulista fue el 20 de enero de 2010: Oeste Futebol Clube 2-2 Atlético Monte Azul.
El primer trabajo en un partido final de competición tuvo lugar en abril de 2014, la definición del Campeonato Paulista entre Santos e Ituano.
En mayo de 2014, la Comisión Nacional de Arbitraje de la Confederación Brasileña de Fútbol lo acredita como aspirante al cuadro de arbitraje de la FIFA.
En octubre de ese año, Raphael, junto con Luiz Flavio de Oliveira, fue confirmado como árbitro de la entidad que gestiona el fútbol mundial. Ellos reemplazaron a Paulo César de Oliveira y Wilson Seneme, árbitros que se retiraron.
En el Campeonato Paulista estuvo entre los mejores en los años 2011, 2012, 2016, 2017 y 2019 y en el Campeonato Brasileño fue el mejor consecutivamente en los años 2016, 2017 y 2018.

## Carrera

### Torneos de selecciones
Ha arbitrado en los siguientes torneos de selecciones nacionales:
- Campeonato Sudamericano de Fútbol Sub-17
- Campeonato Sudamericano de Fútbol Sub-20
- Copa Mundial de Fútbol Sub-20 en el 2019 en Polonia[7]
- Copa América 2019 en Brasil
- Copa América 2024 en Estados Unidos

### Torneos de clubes
Ha arbitrado en los siguientes torneos de internacionales de clubes:
- Copa Sudamericana
- Copa Libertadores de América

### Torneos de clubes brasileños
Ha arbitrado en los siguientes torneos de locales de clubes en Brasil:
- Copa de Brasil
- Campeonato Paulista
- Campeonato Cearense
- Campeonato Brasileño de Serie A